# Филипп II (маркграф Баден-Бадена)
Филипп II Баденский (нем.  Philipp II von Baden; 19 февраля 1559, Баден-Баден, маркграфство Баден-Баден — 7 июня 1588, там же) — принц из дома Церингенов, маркграф Баден-Бадена с 1571 по 1588 год.

## Биография
Родился 19 февраля 1559 года в Баден-Бадена в семье протестанта Филиберта, маркграфа Баден-Бадена и католички Мехтильды Баварской. Его отец погиб в битве при Монконтуре в октябре 1569 года. Опеку над несовершеннолетними детьми покойного взял на себя дядька по материнской линии — баварский герцог Альбрехт V Великодушный, воспитавший их католиками. В Ингольштадтском университете Филипп II получил образование в духе контрреформации.
Хотя его отец обещал своим подданным свободу вероисповедания, но после смерти маркграфа эта свобода все больше и больше ограничивалась его вдовой и наследником-сыном. В 1570—1571 годах, ещё во время регентства в маркграфстве герцога Альбрехта V — дядьки и опекуна юного маркграфа, католичество снова стало официальным исповеданием в маркграфстве Баден-Баден. После того, как Филипп II принял правление в свои руки, его первым указом стало требование подданным об обязательном посещении церковных служб под угрозой суровых наказаний.
По его желанию в стиле ренессанс был кардинально перестроен Новый замок в Баден-Бадене, построенный в 1579 году, что значительно увеличило его долги. Ревизия имущества маркграфа, проведенная в 1582 году, обнаружила, помимо 218 музыкальных инструментов, задолженность в 200 000 гульденов. Филипп II попытался вернуть эти долги, улучшив экономическую ситуацию в маркграфстве и увеличив налоги. Таким образом, экономика маркграфство стала постепенно напоминать плановую экономику.
Темная глава в истории правления Филиппа II — охота на ведьм. Ещё во время регентства начались процессы, но их количество значительно увеличилось во время правления самого Филиппа II. Последняя охота на ведьм при нём состоялась в 1580 году. Восемнадцать женщин были сожжены на кострах в районах Раштатт, Баден-Баден и Куппенхайм. Филипп II умер молодым, не оставив потомства. Ему наследовал его двоюродный брат и маркграф Баден-Родемахерна Эдуард Фортунат. Филипп II похоронен в Коллегиальной церкви в Баден-Бадене.